# 阿代勒巴格魯
阿代勒巴格魯是西非國家毛里塔尼亞的城鎮，位於該國東南部東胡德省，毗鄰與馬里接壤的邊境，該鎮的人口增長迅速，1988年人口6,020，2009年人口增加至58,429。
15°29′51″N 6°57′2″W / 15.49750°N 6.95056°W